# Bulma (associació)
|  | Aquest article tracta sobre usuaris de programari lliure. Vegeu-ne altres significats a «Bulma». |

Bulma (acrònim de Bergantells Usuaris de GNU/Linux de Mallorca i Afegitons / Bisoños Usuarios de GNU/Linux de Mallorca y Alrededores) és un grup d'usuaris de programari lliure de les Illes Balears creat el 1998 per Javi Polo. L'associació es dedica a promoure el programari lliure, a més d'organitzar conferències, cursos i congressos. En foren membres Ricardo Galli i Benjamí Villoslada.
Al 2019, amb la intenció de reactivar el grup, Daniel Ripoll, va ser elegit com a nou president de l'associació. Donant diverses cursos i conferències. Malauradament, les seves activitats en 2020 varen ser frenades novament degut a l'emergència sanitària del COVID, i finalment Daniel Ripoll, va deixar el càrrec de president i va passar com a vicepresident a principis del 2023 i va comença Omita al càrrec, la primera presidenta dona de BULMA.